# 克林顿·哈特·梅里厄姆
克林顿·哈特·梅里厄姆 （英語：Clinton Hart Merriam，1855年12月5日—1942年3月19日）是美国动物学家、鸟类学家。

## 生平
1855年，梅里厄姆生于纽约市，他的父亲克林顿·李维·梅里厄姆是美国国会议员。他在耶鲁大学学习生物学与解剖学，而后前往哥伦比亚大学医学院学习，1879年，获医学博士学位。
1886年，他成为美国农业部经济鸟类与哺乳动物处(the Division of Economic Ornithology and Mammalogy)的首任长官，该部门是国家野生动物研究中心和美国鱼类及野生動物管理局的前身。他是1888年国家地理学会的创办者之一。他发展了生物区的概念，以对北美发现的生物群系进行分类。在晚年，他在美国西部，研究印第安人部落。
1899年，梅里厄姆帮助铁路大亨爱德华·亨利·哈里曼组织了一次沿阿拉斯加海岸线的探险航行.
一些动物以他的名字来命名，比如梅里厄姆的野火鸡Meliagris Gallopavo Meriami，梅里厄姆的麋鹿Cervus elaphus merriami，以及梅里厄姆的金花鼠Tamias Merriami。他的基于细节的分类系统，在现在的哺乳类与鸟类的科学范畴中，仍然具有影响。
1942年，梅里厄姆在柏克萊去世。